# United Nations Commission on the Status of Women
Commission on the Status of Women (CSW) eller United Nations Commission on the Status of Women (UNCSW) är en kommission inom FN:s ekonomiska och sociala råd (ECOSOC), ett av FN:s huvudorgan. Det bildades 1947. CSW:s uppgift har beskrivits som den att föra fram frågan om kvinnors jämlikhet och bemyndigande. 